# Rio Blackwood
O Rio Blackwood é um dos principais rios localizados no Sudoeste da Austrália Ocidental.

## História
Ele foi explorado em 1827 pelo capitão James Stirling e nomeado de Stirling após uma visita do Vice-almirante Sir Henry Blackwood, o rio serviu como um aspirante no HMS Warspite em 1808-1909 durante as Guerras Napoleônicas, no Mar do Norte e no Mediterrâneo.
Historicamente era de extrema importância nos primeiros dias do estabelecimento Swan River Colony, e, mais recentemente, de importância na ecologia das regiões de Augusta - Margaret River, devido a conflitos na política de uso do solo.. A bacia superior contém Toolibin Lake, uma reserva natural.
O rio é propenso a inundações ocasionais. Em 1945, ele subiu para o maior nível já registrado até aquela época, a execução de 1,1 metros (3,6 pé) sobre a ponte Russell Street, em Nannup. O rio inundou novamente em 1946 e 1947 chegando a fechar estradas, mas não houve qualquer dano significativo para as cidades ao longo do rio.
Em 1949, Nannup recebeu 174 mm (6,9 in) de chuva em um período de sete horas, causando inundações. A ponte sobre o Blackwood que liga a cidade de Busselton foi varrida.

## Origem
O rio começa na junção do rio Arthur com o rio Balgarup perto de Quelarup e viaja da direção sul para o oeste através da cidade de Bridgetown, em seguida, através de Nannup até que as águas caem no Oceano Antártico em Hardy Inlet perto da cidade de Augusta.
O rio tem 41 afluentes incluindo: Dinninup Brook, Balingup Brook, St John Brook, Boyup Brook, Tweed River, Ti Tree Gully, Christmas Creek and Tanjannerup Creek.

## Outras Leituras
- Brearley, Anne, Ernest Hodgkin's Swanland : estuaries and coastal lagoons of South-western Australia Crawley, W.A. : University of Western Australia Press for the Ernest Hodgkin Trust for Estuary Education and Research and National Trust of Australia (WA), 2005. ISBN 1-920694-38-2
- Muirden, Peter: Pen, Luke and Marnie Leybourne (2003) Stream and catchment hydrology in South West Western Australia Perth, W.A. Dept. of Environment. Department of Environment river restoration, 1442-6919 ; report no. RR19 ISBN 1-920849-24-6
- Pen, Luke J.(1999) Managing our rivers : a guide to the nature and management of the streams of south-west Western Australia (editor, June Hutchison) East Perth, W.A. : Water and Rivers Commission. ISBN 0-7309-7450-2